# 近距離恋愛 (GO!GO!7188の曲)
「近距離恋愛」（きんきょりれんあい）は、日本のバンドGO!GO!7188の12枚目のシングルである。2006年9月13日発売。発売元は東芝EMI。

## 概要
- 東芝EMIで最後となるシングル。
- 「近距離恋愛」は會田茂一が、カップリングの「電話を取りたくない日」は片寄明人がそれぞれプロデュースしている。

## 収録曲
全作詞：浜田亜紀子、全作曲：中島優美
1. 近距離恋愛(3:34)
編曲：會田茂一・GO!GO!7188
2. 電話を取りたくない日(4:32) 
編曲：片寄明人・GO!GO!7188

## 収録アルバム
- オリジナル『パレード』（2007年10月24日）

## タイアップ
- 近距離恋愛：KBS京都『谷口な夜』エンディングテーマ